# Ronde van Piemonte
De Ronde van Piemonte of Ronde van Piëmont (Italiaans: Giro del Piemonte) en vanaf 2009 Gran Piemonte genoemd is een eendaagse wielerwedstrijd die verreden wordt in de Italiaanse regio Piëmont.

## Algemeen
De eerste editie werd georganiseerd in 1906, maar de wedstrijd werd lang niet elk jaar verreden. De Giro del Piemonte vindt plaats midden oktober, enkele dagen voor de laatste klassieker van het wielerseizoen, de Ronde van Lombardije. Op de erelijst staan vooral Italianen. Vanaf 2005 behoorde de Ronde van Piemonte tot de continentale circuits van de ProTour, de UCI Europe Tour. In 2020 werd de koers opgenomen op de nieuwe UCI ProSeries kalender.
In 1932 en 1933 werd de ronde als een meerdaagse wedstrijd verreden met respectievelijk vier en zes etappes. In 2017 werd het Italiaans kampioenschap wielrennen op de weg (in juni) op een 236 kilometer parkoers in de regio gehouden met start in Asti en finish in Ivrea, de Gran Piemonte zelf werd later dat jaar niet verreden.
De Italianen Giovanni Gerbi, Costante Girardengo, Aldo Bini, Gino Bartali en Fiorenzo Magni wisten deze wedstrijd in deze volgorde drie maal te winnen. In 1964 was de Belg Willy Bocklant de eerste niet-Italiaan die deze koers won.

## Winnaars
* 2000: afgelast in verband met overstromingen in Piemonte

### Meervoudige winnaars
| Overwinningen | Renner                   | Land   | Jaren            |
| ------------- | ------------------------ | ------ | ---------------- |
| 3             | Giovanni Gerbi           | Italië | 1906, 1907, 1908 |
| 3             | Costante Girardengo      | Italië | 1919, 1920, 1924 |
| 3             | Aldo Bini                | Italië | 1935, 1936, 1941 |
| 3             | Gino Bartali             | Italië | 1937, 1939, 1951 |
| 3             | Fiorenzo Magni           | Italië | 1942, 1953, 1956 |
| 2             | Alfredo Binda            | Italië | 1926, 1927       |
| 2             | Nino Defilippis          | Italië | 1954, 1958       |
| 2             | Silvano Ciampi           | Italië | 1957, 1959       |
| 2             | Felice Gimondi           | Italië | 1971, 1973       |
| 2             | Gianbattista Baronchelli | Italië | 1978, 1980       |
| 2             | Claudio Chiappucci       | Italië | 1989, 1995       |
| 2             | Daniele Bennati          | Italië | 2006, 2008       |
| 2             | Philippe Gilbert         | België | 2009, 2010       |

### Overwinningen per land
| Overwinningen | Land                                                                                                |
| ------------- | --------------------------------------------------------------------------------------------------- |
| 82            | Italië                                                                                              |
| 7             | België                                                                                              |
| 3             | Frankrijk, Spanje                                                                                   |
| 2             | Colombia, Duitsland, Nederland                                                                      |
| 1             | Australië, Brazilië, Nieuw-Zeeland, Oezbekistan, Verenigd Koninkrijk, Verenigde Staten, Zwitserland |

1906 · 1907 · 1908 · 1909 · 1910 · 1911 · 1912 · 1913 · 1914 · 1915 · 1916 · 1917 · 1918 · 1919 · 1920 · 1921 · 1922 · 1923 · 1924 · 1925 · 1926 · 1927 · 1928 · 1929 · 1930 · 1931 · 1932 · 1933 · 1934 · 1935 · 1936 · 1937 · 1938 · 1939 · 1940 · 1941 · 1942 · 1943 · 1944 · 1945 · 1946 · 1947 · 1948 · 1949 · 1950 · 1951 · 1952 · 1953 · 1954 · 1955 · 1956 · 1957 · 1958 · 1959 · 1960 · 1961 · 1962 · 1963 · 1964 · 1965 · 1966 · 1967 · 1968 · 1969 · 1970 · 1971 · 1972 · 1973 · 1974 · 1975 · 1976 · 1977 · 1978 · 1979 · 1980 · 1981 · 1982 · 1983 · 1984 · 1985 · 1986 · 1987 · 1988 · 1989 · 1990 · 1991 · 1992 · 1993 · 1994 · 1995 · 1996 · 1997 · 1998 · 1999 · 2000 · 2001 · 2002 · 2003 · 2004 · 2005 · 2006 · 2007 · 2008 · 2009 · 2010 · 2011 · 2012 · 2013 · 2014 · 2015 · 2016 · 2017 · 2018 · 2019 · 2020 · 2021 · 2022 · 2023 · 2024